# Longotoma (comuna)
Longotoma fue una de las comunas que integró el antiguo departamento de Petorca, en la provincia de Aconcagua.
En 1920, de acuerdo al censo de ese año, la comuna tenía una población de 3784 habitantes. Su territorio fue organizado por decreto N.º 2.299 del 14 de marzo de 1920.

## Historia
La comuna fue creada por decreto N.º 2.299 del 14 de marzo de 1920.
La comuna fue suprimida mediante la reorganización político-administrativa del país, llevada a cabo con el Decreto Ley N.º 803, del 22 de diciembre de 1925. Su territorio pasó a la comuna de La Ligua.
Entre 1915 hasta mediados de la década de 1960 operó la estación Longotoma de ferrocarriles.